# Segunda Categoría de Ecuador 2020
La Segunda Categoría 2020 fue la edición N.° 47 de la Segunda Categoría del fútbol ecuatoriano. Este torneo fue el tercer escalafón en la pirámide del fútbol ecuatoriano en la temporada 2020 por detrás de la Serie A y Serie B, las fases finales comenzaron a disputarse el 24 de octubre de 2020 y finalizó el 19 de diciembre de 2020.
El campeón del torneo fue el histórico equipo Guayaquil Sport Club de la provincia del Guayas quien consiguió su primer título y que regresa después de 45 años a la Serie B donde la última temporada que disputó fue la de 1975, además de sumar cinco equipos de la Asociación de Fútbol de Guayas en la Primera Categoría. Por otra parte el subcampeón del torneo fue Cumbayá Fútbol Club de la ciudad de Quito que debutará en la Primera B del fútbol ecuatoriano.
En 1967, se denominó Segunda División Ecuatoriana de Fútbol ya que aún no se formaba la Serie B en los años 1967-1970. En los años 1968-1974, se jugó los campeonatos provinciales tras la desaparición de la Segunda División Ecuatoriana de Fútbol. En los años 1973 y 1983-1988 se desarrolló como el segundo nivel del fútbol ecuatoriano tras la desaparición de la Serie B y retomando su antiguo nombre. El torneo actualmente comprende de 4 etapas: el primer semestre del año se juega los campeonatos provinciales, y en el segundo semestre las fases: regional, nacional y final.

## Sistema de campeonato
El formato para el torneo de Segunda Categoría 2020 fue confirmado en julio de ese año por parte del Comité Ejecutivo de la FEF, ahí las diferentes asociaciones aprobaron el sistema de campeonato, el formato fue cambiado en relación con temporadas anteriores, se eliminó las fases de zonales, cuadrangulares semifinales y final y se lo reemplazó con play-offs ida y vuelta desde dieciseisavos de final hasta la final, para lo cual se modificó en relación con el año anterior el número de participantes, de 37 se redujo a 32 clubes clasificados; es decir los 10 torneos provinciales que tuvieron más clubes clasificaron el campeón y vicecacampeón provincial, de los 12 restantes avanzó solo el campeón.
Fase provincial (primera etapa)
- La primera fase fue conformada por 22 asociaciones provinciales de fútbol del Ecuador,[14] cada asociación tuvo su propio formato de clasificación.[15] Para esta edición la asociación de Napo estuvo suspendida por no tener el número mínimo de clubes requerido para estar activa en la FEF, por otro lado la asociaciación de Zamora Chinchipe fue aceptada en la FEF y pudo participar de los torneos organizados por el máximo ente regidor del fútbol ecuatoriano.[16]
- Las 10 asociaciones con más clubes clasificaron dos equipos a la fase regional.[17]
- Las 12 asociaciones restantes clasificó un equipo a la fase regional.[18]

Segunda fase
| 2 equipos clasificados | 2 equipos clasificados                                                                  | 2 equipos clasificados | 1 equipo clasificado                | 1 equipo clasificado | 1 equipo clasificado |
| N.°                    | Asociación                                                                              | Participantes          | N.°                                 | Asociación | Participantes        |
| ---------------------- | --------------------------------------------------------------------------------------- | ---------------------- | ----------------------------------- | --- | -------------------- |
| 1 2 3 4 5 6 7 8 9 10   | Guayas Pichincha Azuay Cañar Esmeraldas Manabí Santo Domingo Cotopaxi Los Ríos Imbabura | 12 7 6 5               | 11 12 13 14 15 16 17 18 19 20 21 22 | Chimborazo Bolívar El Oro Loja Pastaza Santa Elena Tungurahua Zamora Chinchipe Carchi Morona Santiago Orellana Sucumbíos | 5 4 3                |

- Un total de 32 clubes jugaron esta etapa.
- Se dividió en 16 llaves de play-offs ida y vuelta por sorteo.
- No se podían emparejar equipos de una misma provincia.
- Clasificaron los 16 ganadores a la tercera etapa.

Fase nacional
- Tercera etapa
  - Un total de 16 clubes jugaron esta etapa.
  - Se dividió en 8 llaves de play-offs ida y vuelta por sorteo.
  - Clasificaron los 8 ganadores a la cuarta etapa.
- Cuarta etapa
  - Un total de 8 clubes jugaron esta etapa.
  - Se dividió en 4 llaves de play-offs ida y vuelta por sorteo.
  - Clasificaron los 4 ganadores a la quinta etapa.

Fase final (quinta etapa)
- Un total de 4 clubes jugaron esta etapa.
- Se dividió en 2 llaves de play-offs ida y vuelta por sorteo.
- Clasificaron los 2 ganadores a la final única del torneo.
- Los equipos finalistas logran el ascenso a la Serie B 2021.

## Equipos clasificados
| Asociación                                                                           | Equipo                          | Vía de clasificación |
| ------------------------------------------------------------------------------------ | ------------------------------- | --- |
| Azuay 2 cupos                                                                        | Gloria Baldor Bermeo Cabrera    | Campeón de la Segunda Categoría de Azuay 2020 Subcampeón de la Segunda Categoría de Azuay 2020                                                   |
| Bolívar 1 cupo                                                                       | Unibolívar                      | Campeón de la Segunda Categoría de Bolívar 2020                                                                                                  |
| Cañar 2 cupos                                                                        | San Francisco Cañar F. C.       | Campeón de la Segunda Categoría de Cañar 2020 Subcampeón de la Segunda Categoría del Cañar 2020                                                  |
| Carchi 1 cupo                                                                        | Dunamis 04                      | Campeón de la Segunda Categoría del Carchi 2020                                                                                                  |
| Chimborazo 1 cupo                                                                    | Alianza                         | Campeón de la Segunda Categoría de Chimborazo 2020                                                                                               |
| Cotopaxi 2 cupos                                                                     | Atlético Saquisilí La Unión     | Campeón de la Segunda Categoría de Cotopaxi 2020 Subcampeón de la Segunda Categoría de Cotopaxi 2020                                             |
| El Oro 1 cupo                                                                        | Bonita Banana                   | Campeón de la Segunda Categoría de El Oro 2020                                                                                                   |
| [[Archivo:\|20x20px\|border\|Bandera de Esmeraldas]] Esmeraldas 2 cupos              | Atacames S. C. Vargas Torres    | Campeón de la Segunda Categoría de Esmeraldas 2020 Subcampeón de la Segunda Categoría de Esmeraldas 2020                                         |
| Guayas 2 cupos                                                                       | Everest Guayaquil Sport         | Campeón de la Segunda Categoría de Guayas 2020 Subcampeón de la Segunda Categoría de Guayas 2020                                                 |
| Imbabura 2 cupos                                                                     | Leones del Norte Imbabura S. C. | Campeón de la Segunda Categoría de Imbabura 2020 Subcampeón de la Segunda Categoría de Imbabura 2020                                             |
| Loja 1 cupo                                                                          | Libertad                        | Campeón de la Segunda Categoría de Loja 2020 |
| Los Ríos 2 cupos                                                                     | Venecia Insutec                 | Campeón de la Segunda Categoría de Los Ríos 2020 Subcampeón de la Segunda Categoría de Los Ríos 2020                                             |
| Manabí 2 cupos                                                                       | La Paz Ciudad de Pedernales     | Campeón de la Segunda Categoría de Manabí 2020 Subcampeón de la Segunda Categoría de Manabí 2020                                                 |
| Morona Santiago 1 cupo                                                               | Liga Deportiva Juvenil          | Campeón de la Segunda Categoría de Morona Santiago 2020                                                                                          |
| Orellana 1 cupos                                                                     | Deportivo Coca                  | Campeón de la Segunda Categoría de Orellana 2020                                                                                                 |
| Pastaza 1 cupo                                                                       | Pastaza S. C.                   | Campeón de la Segunda Categoría de Pastaza 2020                                                                                                  |
| [[Archivo:\|20x20px\|border\|Bandera de Pichincha]] Pichincha 2 cupos                | Cumbayá F. C. Aampetra          | Campeón de la Segunda Categoría de Pichincha 2020 Subcampeón de la Segunda Categoría de Pichincha 2020                                           |
| [[Archivo:\|20x20px\|border\|Bandera de Santa Elena (provincia)]] Santa Elena 1 cupo | Santa Elena S. C.               | Campeón de la Segunda Categoría de Santa Elena 2020                                                                                              |
| Santo Domingo de los Tsáchilas 2 cupos                                               | 3 de Julio Águilas              | Campeón de la Segunda Categoría de Santo Domingo de los Tsáchilas 2020 Subcampeón de la Segunda Categoría de Santo Domingo de los Tsáchilas 2020 |
| Sucumbíos 1 cupo                                                                     | Caribe Junior                   | Campeón de la Segunda Categoría de Sucumbíos 2020                                                                                                |
| Tungurahua 1 cupo                                                                    | Universitario                   | Campeón de la Segunda Categoría de Tungurahua 2020                                                                                               |
| Zamora Chinchipe 1 cupo                                                              | Primero de Mayo                 | Campeón de la Segunda Categoría de Zamora Chinchipe 2020                                                                                         |

## Fases finales
El cuadro final lo disputaron los 32 equipos clasificados a la fase zonal, se emparejaron desde la ronda de dieciseisavos de final. La conformación de las llaves se realizó por parte del Departamento de Competiciones de la FEF y ratificado por el Cómite Ejecutivo el 19 de octubre de 2020.

### Cuadro final
|  | Dieciseisavos de final          | Dieciseisavos de final          | Dieciseisavos de final          | Dieciseisavos de final          | Dieciseisavos de final          |   |               | Octavos de final     | Octavos de final     | Octavos de final     | Octavos de final     | Octavos de final     |  |          | Cuartos de final      | Cuartos de final      | Cuartos de final      | Cuartos de final      | Cuartos de final      |  |                 | Semifinales         | Semifinales         | Semifinales         | Semifinales         | Semifinales         |  |         | Final           | Final           | Final           |  |
|  | 24 de octubre al 1 de noviembre | 24 de octubre al 1 de noviembre | 24 de octubre al 1 de noviembre | 24 de octubre al 1 de noviembre | 24 de octubre al 1 de noviembre |   |               | 7 al 15 de noviembre | 7 al 15 de noviembre | 7 al 15 de noviembre | 7 al 15 de noviembre | 7 al 15 de noviembre |  |          | 21 al 29 de noviembre | 21 al 29 de noviembre | 21 al 29 de noviembre | 21 al 29 de noviembre | 21 al 29 de noviembre |  |                 | 5 y 12 de diciembre | 5 y 12 de diciembre | 5 y 12 de diciembre | 5 y 12 de diciembre | 5 y 12 de diciembre |  |         | 19 de diciembre | 19 de diciembre | 19 de diciembre |  |
|  |                                 |                                 |                                 |                                 |                                 |   |               |                      |                      |                      |                      |                      |  |          |                       |                       |                       |                       |                       |  |                 |                     |                     |                     |                     |                     |  |         |                 |                 |                 |  |
|  |                                 |                                 |                                 |                                 |                                 |   |               |                      |                      |                      |                      |                      |  |          |                       |                       |                       |                       |                       |  |                 |                     |                     |                     |                     |                     |  |         |                 |                 |                 |  |
|  | Cumbayá                         | Cumbayá                         | 1                               | 4                               | 5                               |   |               |                      |                      |                      |                      |                      |  |          |                       |                       |                       |                       |                       |  |                 |                     |                     |                     |                     |                     |  |         |                 |                 |                 |  |
|  | Cumbayá                         | Cumbayá                         | 1                               | 4                               | 5                               |   |               |                      |                      |                      |                      |                      |  |          |                       |                       |                       |                       |                       |  |                 |                     |                     |                     |                     |                     |  |         |                 |                 |                 |  |
|  | Ciudad de Pedernales            | Ciudad de Pedernales            | 1                               | 0                               | 1                               |   |               |                      |                      |                      |                      |                      |  |          |                       |                       |                       |                       |                       |  |                 |                     |                     |                     |                     |                     |  |         |                 |                 |                 |  |
|  | Ciudad de Pedernales            | Ciudad de Pedernales            | 1                               | 0                               | 1                               |   | Cumbayá (p.)  | Cumbayá (p.)         | 1                    | 0                    | 1 (13)               |                      |  |          |                       |                       |                       |                       |                       |  |                 |                     |                     |                     |                     |                     |  |         |                 |                 |                 |  |
|  |                                 |                                 |                                 |                                 |                                 |   | Cumbayá (p.)  | Cumbayá (p.)         | 1                    | 0                    | 1 (13)               |                      |  |          |                       |                       |                       |                       |                       |  |                 |                     |                     |                     |                     |                     |  |         |                 |                 |                 |  |
|  |                                 |                                 | Imbabura                        | Imbabura                        | 0                               | 1 | 1 (12)        |                      |                      |                      |                      |                      |  |          |                       |                       |                       |                       |                       |  |                 |                     |                     |                     |                     |                     |  |         |                 |                 |                 |  |
|  | Imbabura                        | Imbabura                        | Imbabura                        | Imbabura                        | 0                               | 1 | 1 (12)        | 0                    | 3                    | 3                    |                      |                      |  |          |                       |                       |                       |                       |                       |  |                 |                     |                     |                     |                     |                     |  |         |                 |                 |                 |  |
|  | Imbabura                        | Imbabura                        |                                 |                                 |                                 |   |               |                      |                      | 3                    |                      |                      |  |          |                       |                       |                       |                       |                       |  |                 |                     |                     |                     |                     |                     |  |         |                 |                 |                 |  |
|  | Venecia                         | Venecia                         | 1                               | 1                               | 2                               |   |               |                      |                      |                      |                      |                      |  |          |                       |                       |                       |                       |                       |  |                 |                     |                     |                     |                     |                     |  |         |                 |                 |                 |  |
|  | Venecia                         | Venecia                         | 1                               | 1                               | 2                               |   |               |                      |                      |                      |                      |                      |  | Cumbayá  | Cumbayá               | 2                     | 1                     | 3                     |                       |  |                 |                     |                     |                     |                     |                     |  |         |                 |                 |                 |  |
|  |                                 |                                 |                                 |                                 |                                 |   |               |                      |                      |                      |                      |                      |  | Cumbayá  | Cumbayá               | 2                     | 1                     | 3                     |                       |  |                 |                     |                     |                     |                     |                     |  |         |                 |                 |                 |  |
|  |                                 |                                 | La Unión                        | La Unión                        | 1                               | 1 | 2             |                      |                      |                      |                      |                      |  |          |                       |                       |                       |                       |                       |  |                 |                     |                     |                     |                     |                     |  |         |                 |                 |                 |  |
|  | Libertad                        | Libertad                        | La Unión                        | La Unión                        | 1                               | 1 | 2             | 0                    | 1                    | 1                    |                      |                      |  |          |                       |                       |                       |                       |                       |  |                 |                     |                     |                     |                     |                     |  |         |                 |                 |                 |  |
|  | Libertad                        | Libertad                        |                                 |                                 |                                 |   |               |                      |                      | 1                    |                      |                      |  |          |                       |                       |                       |                       |                       |  |                 |                     |                     |                     |                     |                     |  |         |                 |                 |                 |  |
|  | Vargas Torres (v.)              | Vargas Torres (v.)              | 0                               | 1                               | 1                               |   |               |                      |                      |                      |                      |                      |  |          |                       |                       |                       |                       |                       |  |                 |                     |                     |                     |                     |                     |  |         |                 |                 |                 |  |
|  | Vargas Torres (v.)              | Vargas Torres (v.)              | 0                               | 1                               | 1                               |   | Vargas Torres | Vargas Torres        | 1                    | 0                    | 1                    |                      |  |          |                       |                       |                       |                       |                       |  |                 |                     |                     |                     |                     |                     |  |         |                 |                 |                 |  |
|  |                                 |                                 |                                 |                                 |                                 |   | Vargas Torres | Vargas Torres        | 1                    | 0                    | 1                    |                      |  |          |                       |                       |                       |                       |                       |  |                 |                     |                     |                     |                     |                     |  |         |                 |                 |                 |  |
|  |                                 |                                 | La Unión                        | La Unión                        | 2                               | 0 | 2             |                      |                      |                      |                      |                      |  |          |                       |                       |                       |                       |                       |  |                 |                     |                     |                     |                     |                     |  |         |                 |                 |                 |  |
|  | Everest                         | Everest                         | La Unión                        | La Unión                        | 2                               | 0 | 2             | 0                    | 1                    | 1                    |                      |                      |  |          |                       |                       |                       |                       |                       |  |                 |                     |                     |                     |                     |                     |  |         |                 |                 |                 |  |
|  | Everest                         | Everest                         |                                 |                                 |                                 |   |               |                      |                      | 1                    |                      |                      |  |          |                       |                       |                       |                       |                       |  |                 |                     |                     |                     |                     |                     |  |         |                 |                 |                 |  |
|  | La Unión                        | La Unión                        | 2                               | 0                               | 2                               |   |               |                      |                      |                      |                      |                      |  |          |                       |                       |                       |                       |                       |  |                 |                     |                     |                     |                     |                     |  |         |                 |                 |                 |  |
|  | La Unión                        | La Unión                        | 2                               | 0                               | 2                               |   |               |                      |                      |                      |                      |                      |  |          |                       |                       |                       |                       |                       |  | Cumbayá (v.)    | Cumbayá (v.)        | 1                   | 0                   | 1                   |                     |  |         |                 |                 |                 |  |
|  |                                 |                                 |                                 |                                 |                                 |   |               |                      |                      |                      |                      |                      |  |          |                       |                       |                       |                       |                       |  | Cumbayá (v.)    | Cumbayá (v.)        | 1                   | 0                   | 1                   |                     |  |         |                 |                 |                 |  |
|  |                                 |                                 | Alianza                         | Alianza                         | 1                               | 0 | 1             |                      |                      |                      |                      |                      |  |          |                       |                       |                       |                       |                       |  |                 |                     |                     |                     |                     |                     |  |         |                 |                 |                 |  |
|  | Alianza                         | Alianza                         | Alianza                         | Alianza                         | 1                               | 0 | 1             | 1                    | 1                    | 2                    |                      |                      |  |          |                       |                       |                       |                       |                       |  |                 |                     |                     |                     |                     |                     |  |         |                 |                 |                 |  |
|  | Alianza                         | Alianza                         |                                 |                                 |                                 |   |               |                      |                      | 2                    |                      |                      |  |          |                       |                       |                       |                       |                       |  |                 |                     |                     |                     |                     |                     |  |         |                 |                 |                 |  |
|  | Bonita Banana                   | Bonita Banana                   | 0                               | 0                               | 0                               |   |               |                      |                      |                      |                      |                      |  |          |                       |                       |                       |                       |                       |  |                 |                     |                     |                     |                     |                     |  |         |                 |                 |                 |  |
|  | Bonita Banana                   | Bonita Banana                   | 0                               | 0                               | 0                               |   | Alianza       | Alianza              | 1                    | 3                    | 4                    |                      |  |          |                       |                       |                       |                       |                       |  |                 |                     |                     |                     |                     |                     |  |         |                 |                 |                 |  |
|  |                                 |                                 |                                 |                                 |                                 |   | Alianza       | Alianza              | 1                    | 3                    | 4                    |                      |  |          |                       |                       |                       |                       |                       |  |                 |                     |                     |                     |                     |                     |  |         |                 |                 |                 |  |
|  |                                 |                                 | Águilas                         | Águilas                         | 2                               | 0 | 2             |                      |                      |                      |                      |                      |  |          |                       |                       |                       |                       |                       |  |                 |                     |                     |                     |                     |                     |  |         |                 |                 |                 |  |
|  | Águilas                         | Águilas                         | Águilas                         | Águilas                         | 2                               | 0 | 2             | 2                    | 5                    | 7                    |                      |                      |  |          |                       |                       |                       |                       |                       |  |                 |                     |                     |                     |                     |                     |  |         |                 |                 |                 |  |
|  | Águilas                         | Águilas                         |                                 |                                 |                                 |   |               |                      |                      | 7                    |                      |                      |  |          |                       |                       |                       |                       |                       |  |                 |                     |                     |                     |                     |                     |  |         |                 |                 |                 |  |
|  | LDJ (Macas)                     | LDJ (Macas)                     | 1                               | 1                               | 2                               |   |               |                      |                      |                      |                      |                      |  |          |                       |                       |                       |                       |                       |  |                 |                     |                     |                     |                     |                     |  |         |                 |                 |                 |  |
|  | LDJ (Macas)                     | LDJ (Macas)                     | 1                               | 1                               | 2                               |   |               |                      |                      |                      |                      |                      |  | Alianza  | Alianza               | 2                     | 1                     | 3                     |                       |  |                 |                     |                     |                     |                     |                     |  |         |                 |                 |                 |  |
|  |                                 |                                 |                                 |                                 |                                 |   |               |                      |                      |                      |                      |                      |  | Alianza  | Alianza               | 2                     | 1                     | 3                     |                       |  |                 |                     |                     |                     |                     |                     |  |         |                 |                 |                 |  |
|  |                                 |                                 | Universitario                   | Universitario                   | 1                               | 1 | 2             |                      |                      |                      |                      |                      |  |          |                       |                       |                       |                       |                       |  |                 |                     |                     |                     |                     |                     |  |         |                 |                 |                 |  |
|  | Universitario                   | Universitario                   | Universitario                   | Universitario                   | 1                               | 1 | 2             | 0                    | 4                    | 4                    |                      |                      |  |          |                       |                       |                       |                       |                       |  |                 |                     |                     |                     |                     |                     |  |         |                 |                 |                 |  |
|  | Universitario                   | Universitario                   |                                 |                                 |                                 |   |               |                      |                      | 4                    |                      |                      |  |          |                       |                       |                       |                       |                       |  |                 |                     |                     |                     |                     |                     |  |         |                 |                 |                 |  |
|  | Cañar                           | Cañar                           | 0                               | 0                               | 0                               |   |               |                      |                      |                      |                      |                      |  |          |                       |                       |                       |                       |                       |  |                 |                     |                     |                     |                     |                     |  |         |                 |                 |                 |  |
|  | Cañar                           | Cañar                           | 0                               | 0                               | 0                               |   | Universitario | Universitario        | 0                    | 2                    | 2                    |                      |  |          |                       |                       |                       |                       |                       |  |                 |                     |                     |                     |                     |                     |  |         |                 |                 |                 |  |
|  |                                 |                                 |                                 |                                 |                                 |   | Universitario | Universitario        | 0                    | 2                    | 2                    |                      |  |          |                       |                       |                       |                       |                       |  |                 |                     |                     |                     |                     |                     |  |         |                 |                 |                 |  |
|  |                                 |                                 | Baldor Bermeo Cabrera           | Baldor Bermeo Cabrera           | 1                               | 0 | 1             |                      |                      |                      |                      |                      |  |          |                       |                       |                       |                       |                       |  |                 |                     |                     |                     |                     |                     |  |         |                 |                 |                 |  |
|  | Unibolívar                      | Unibolívar                      | Baldor Bermeo Cabrera           | Baldor Bermeo Cabrera           | 1                               | 0 | 1             | 0                    | 2                    | 2                    |                      |                      |  |          |                       |                       |                       |                       |                       |  |                 |                     |                     |                     |                     |                     |  |         |                 |                 |                 |  |
|  | Unibolívar                      | Unibolívar                      |                                 |                                 |                                 |   |               |                      |                      | 2                    |                      |                      |  |          |                       |                       |                       |                       |                       |  |                 |                     |                     |                     |                     |                     |  |         |                 |                 |                 |  |
|  | Baldor Bermeo Cabrera           | Baldor Bermeo Cabrera           | 2                               | 1                               | 3                               |   |               |                      |                      |                      |                      |                      |  |          |                       |                       |                       |                       |                       |  |                 |                     |                     |                     |                     |                     |  |         |                 |                 |                 |  |
|  | Baldor Bermeo Cabrera           | Baldor Bermeo Cabrera           | 2                               | 1                               | 3                               |   |               |                      |                      |                      |                      |                      |  |          |                       |                       |                       |                       |                       |  |                 |                     |                     |                     |                     |                     |  | Cumbayá | Cumbayá         | 0               |                 |  |
|  |                                 |                                 |                                 |                                 |                                 |   |               |                      |                      |                      |                      |                      |  |          |                       |                       |                       |                       |                       |  |                 |                     |                     |                     |                     |                     |  | Cumbayá | Cumbayá         | 0               |                 |  |
|  |                                 |                                 | Guayaquil Sport                 | Guayaquil Sport                 | 1                               |   |               |                      |                      |                      |                      |                      |  |          |                       |                       |                       |                       |                       |  |                 |                     |                     |                     |                     |                     |  |         |                 |                 |                 |  |
|  | La Paz                          | La Paz                          | Guayaquil Sport                 | Guayaquil Sport                 | 1                               | 2 | 3             | 5                    |                      |                      |                      |                      |  |          |                       |                       |                       |                       |                       |  |                 |                     |                     |                     |                     |                     |  |         |                 |                 |                 |  |
|  | La Paz                          | La Paz                          |                                 |                                 |                                 |   |               |                      |                      |                      |                      |                      |  |          |                       |                       |                       |                       |                       |  |                 |                     |                     |                     |                     |                     |  |         |                 |                 |                 |  |
|  | Leones del Norte                | Leones del Norte                | 0                               | 1                               | 1                               |   |               |                      |                      |                      |                      |                      |  |          |                       |                       |                       |                       |                       |  |                 |                     |                     |                     |                     |                     |  |         |                 |                 |                 |  |
|  | Leones del Norte                | Leones del Norte                | 0                               | 1                               | 1                               |   | La Paz        | La Paz               | 1                    | 1                    | 2                    |                      |  |          |                       |                       |                       |                       |                       |  |                 |                     |                     |                     |                     |                     |  |         |                 |                 |                 |  |
|  |                                 |                                 |                                 |                                 |                                 |   | La Paz        | La Paz               | 1                    | 1                    | 2                    |                      |  |          |                       |                       |                       |                       |                       |  |                 |                     |                     |                     |                     |                     |  |         |                 |                 |                 |  |
|  |                                 |                                 | Atlético Saquisilí              | Atlético Saquisilí              | 1                               | 0 | 1             |                      |                      |                      |                      |                      |  |          |                       |                       |                       |                       |                       |  |                 |                     |                     |                     |                     |                     |  |         |                 |                 |                 |  |
|  | Atlético Saquisilí              | Atlético Saquisilí              | Atlético Saquisilí              | Atlético Saquisilí              | 1                               | 0 | 1             | 2                    | 3                    | 5                    |                      |                      |  |          |                       |                       |                       |                       |                       |  |                 |                     |                     |                     |                     |                     |  |         |                 |                 |                 |  |
|  | Atlético Saquisilí              | Atlético Saquisilí              |                                 |                                 |                                 |   |               |                      |                      | 5                    |                      |                      |  |          |                       |                       |                       |                       |                       |  |                 |                     |                     |                     |                     |                     |  |         |                 |                 |                 |  |
|  | Santa Elena                     | Santa Elena                     | 1                               | 0                               | 1                               |   |               |                      |                      |                      |                      |                      |  |          |                       |                       |                       |                       |                       |  |                 |                     |                     |                     |                     |                     |  |         |                 |                 |                 |  |
|  | Santa Elena                     | Santa Elena                     | 1                               | 0                               | 1                               |   |               |                      |                      |                      |                      |                      |  | La Paz   | La Paz                | 0                     | 1                     | 1                     |                       |  |                 |                     |                     |                     |                     |                     |  |         |                 |                 |                 |  |
|  |                                 |                                 |                                 |                                 |                                 |   |               |                      |                      |                      |                      |                      |  | La Paz   | La Paz                | 0                     | 1                     | 1                     |                       |  |                 |                     |                     |                     |                     |                     |  |         |                 |                 |                 |  |
|  |                                 |                                 | Guayaquil Sport                 | Guayaquil Sport                 | 2                               | 0 | 2             |                      |                      |                      |                      |                      |  |          |                       |                       |                       |                       |                       |  |                 |                     |                     |                     |                     |                     |  |         |                 |                 |                 |  |
|  | Azogues                         | Azogues                         | Guayaquil Sport                 | Guayaquil Sport                 | 2                               | 0 | 2             | 2                    | 0                    | 2                    |                      |                      |  |          |                       |                       |                       |                       |                       |  |                 |                     |                     |                     |                     |                     |  |         |                 |                 |                 |  |
|  | Azogues                         | Azogues                         |                                 |                                 |                                 |   |               |                      |                      | 2                    |                      |                      |  |          |                       |                       |                       |                       |                       |  |                 |                     |                     |                     |                     |                     |  |         |                 |                 |                 |  |
|  | 3 de Julio                      | 3 de Julio                      | 3                               | 1                               | 4                               |   |               |                      |                      |                      |                      |                      |  |          |                       |                       |                       |                       |                       |  |                 |                     |                     |                     |                     |                     |  |         |                 |                 |                 |  |
|  | 3 de Julio                      | 3 de Julio                      | 3                               | 1                               | 4                               |   | 3 de Julio    | 3 de Julio           | 0                    | 2                    | 2                    |                      |  |          |                       |                       |                       |                       |                       |  |                 |                     |                     |                     |                     |                     |  |         |                 |                 |                 |  |
|  |                                 |                                 |                                 |                                 |                                 |   | 3 de Julio    | 3 de Julio           | 0                    | 2                    | 2                    |                      |  |          |                       |                       |                       |                       |                       |  |                 |                     |                     |                     |                     |                     |  |         |                 |                 |                 |  |
|  |                                 |                                 | Guayaquil Sport                 | Guayaquil Sport                 | 2                               | 2 | 4             |                      |                      |                      |                      |                      |  |          |                       |                       |                       |                       |                       |  |                 |                     |                     |                     |                     |                     |  |         |                 |                 |                 |  |
|  | Guayaquil Sport                 | Guayaquil Sport                 | Guayaquil Sport                 | Guayaquil Sport                 | 2                               | 2 | 4             | 1                    | 3                    | 4                    |                      |                      |  |          |                       |                       |                       |                       |                       |  |                 |                     |                     |                     |                     |                     |  |         |                 |                 |                 |  |
|  | Guayaquil Sport                 | Guayaquil Sport                 |                                 |                                 |                                 |   |               |                      |                      | 4                    |                      |                      |  |          |                       |                       |                       |                       |                       |  |                 |                     |                     |                     |                     |                     |  |         |                 |                 |                 |  |
|  | Gloria                          | Gloria                          | 1                               | 0                               | 1                               |   |               |                      |                      |                      |                      |                      |  |          |                       |                       |                       |                       |                       |  |                 |                     |                     |                     |                     |                     |  |         |                 |                 |                 |  |
|  | Gloria                          | Gloria                          | 1                               | 0                               | 1                               |   |               |                      |                      |                      |                      |                      |  |          |                       |                       |                       |                       |                       |  | Guayaquil Sport | Guayaquil Sport     | 0                   | 2                   | 2                   |                     |  |         |                 |                 |                 |  |
|  |                                 |                                 |                                 |                                 |                                 |   |               |                      |                      |                      |                      |                      |  |          |                       |                       |                       |                       |                       |  | Guayaquil Sport | Guayaquil Sport     | 0                   | 2                   | 2                   |                     |  |         |                 |                 |                 |  |
|  |                                 |                                 | Aampetra                        | Aampetra                        | 1                               | 0 | 1             |                      |                      |                      |                      |                      |  |          |                       |                       |                       |                       |                       |  |                 |                     |                     |                     |                     |                     |  |         |                 |                 |                 |  |
|  | Atacames                        | Atacames                        | Aampetra                        | Aampetra                        | 1                               | 0 | 1             | 0                    | 2                    | 2                    |                      |                      |  |          |                       |                       |                       |                       |                       |  |                 |                     |                     |                     |                     |                     |  |         |                 |                 |                 |  |
|  | Atacames                        | Atacames                        |                                 |                                 |                                 |   |               |                      |                      | 2                    |                      |                      |  |          |                       |                       |                       |                       |                       |  |                 |                     |                     |                     |                     |                     |  |         |                 |                 |                 |  |
|  | Dunamis                         | Dunamis                         | 0                               | 0                               | 0                               |   |               |                      |                      |                      |                      |                      |  |          |                       |                       |                       |                       |                       |  |                 |                     |                     |                     |                     |                     |  |         |                 |                 |                 |  |
|  | Dunamis                         | Dunamis                         | 0                               | 0                               | 0                               |   | Atacames      | Atacames             | 1                    | 3                    | 4                    |                      |  |          |                       |                       |                       |                       |                       |  |                 |                     |                     |                     |                     |                     |  |         |                 |                 |                 |  |
|  |                                 |                                 |                                 |                                 |                                 |   | Atacames      | Atacames             | 1                    | 3                    | 4                    |                      |  |          |                       |                       |                       |                       |                       |  |                 |                     |                     |                     |                     |                     |  |         |                 |                 |                 |  |
|  |                                 |                                 | Deportivo Coca                  | Deportivo Coca                  | 0                               | 0 | 0             |                      |                      |                      |                      |                      |  |          |                       |                       |                       |                       |                       |  |                 |                     |                     |                     |                     |                     |  |         |                 |                 |                 |  |
|  | Caribe Junior                   | Caribe Junior                   | Deportivo Coca                  | Deportivo Coca                  | 0                               | 0 | 0             | 1                    | 1                    | 2                    |                      |                      |  |          |                       |                       |                       |                       |                       |  |                 |                     |                     |                     |                     |                     |  |         |                 |                 |                 |  |
|  | Caribe Junior                   | Caribe Junior                   |                                 |                                 |                                 |   |               |                      |                      | 2                    |                      |                      |  |          |                       |                       |                       |                       |                       |  |                 |                     |                     |                     |                     |                     |  |         |                 |                 |                 |  |
|  | Deportivo Coca                  | Deportivo Coca                  | 3                               | 0                               | 3                               |   |               |                      |                      |                      |                      |                      |  |          |                       |                       |                       |                       |                       |  |                 |                     |                     |                     |                     |                     |  |         |                 |                 |                 |  |
|  | Deportivo Coca                  | Deportivo Coca                  | 3                               | 0                               | 3                               |   |               |                      |                      |                      |                      |                      |  | Atacames | Atacames              | 0                     | 0                     | 0 (2)                 |                       |  |                 |                     |                     |                     |                     |                     |  |         |                 |                 |                 |  |
|  |                                 |                                 |                                 |                                 |                                 |   |               |                      |                      |                      |                      |                      |  | Atacames | Atacames              | 0                     | 0                     | 0 (2)                 |                       |  |                 |                     |                     |                     |                     |                     |  |         |                 |                 |                 |  |
|  |                                 |                                 | Aampetra (p.)                   | Aampetra (p.)                   | 0                               | 0 | 0 (3)         |                      |                      |                      |                      |                      |  |          |                       |                       |                       |                       |                       |  |                 |                     |                     |                     |                     |                     |  |         |                 |                 |                 |  |
|  | Primero de Mayo                 | Primero de Mayo                 | Aampetra (p.)                   | Aampetra (p.)                   | 0                               | 0 | 0 (3)         | 1                    | 0                    | 1                    |                      |                      |  |          |                       |                       |                       |                       |                       |  |                 |                     |                     |                     |                     |                     |  |         |                 |                 |                 |  |
|  | Primero de Mayo                 | Primero de Mayo                 |                                 |                                 |                                 |   |               |                      |                      | 1                    |                      |                      |  |          |                       |                       |                       |                       |                       |  |                 |                     |                     |                     |                     |                     |  |         |                 |                 |                 |  |
|  | Pastaza                         | Pastaza                         | 1                               | 1                               | 2                               |   |               |                      |                      |                      |                      |                      |  |          |                       |                       |                       |                       |                       |  |                 |                     |                     |                     |                     |                     |  |         |                 |                 |                 |  |
|  | Pastaza                         | Pastaza                         | 1                               | 1                               | 2                               |   | Pastaza       | Pastaza              | 0                    | 0                    | 0                    |                      |  |          |                       |                       |                       |                       |                       |  |                 |                     |                     |                     |                     |                     |  |         |                 |                 |                 |  |
|  |                                 |                                 |                                 |                                 |                                 |   | Pastaza       | Pastaza              | 0                    | 0                    | 0                    |                      |  |          |                       |                       |                       |                       |                       |  |                 |                     |                     |                     |                     |                     |  |         |                 |                 |                 |  |
|  |                                 |                                 | Aampetra                        | Aampetra                        | 1                               | 1 | 2             |                      |                      |                      |                      |                      |  |          |                       |                       |                       |                       |                       |  |                 |                     |                     |                     |                     |                     |  |         |                 |                 |                 |  |
|  | Aampetra                        | Aampetra                        | Aampetra                        | Aampetra                        | 1                               | 1 | 2             | 1                    | 2                    | 3                    |                      |                      |  |          |                       |                       |                       |                       |                       |  |                 |                     |                     |                     |                     |                     |  |         |                 |                 |                 |  |
|  | Aampetra                        | Aampetra                        |                                 |                                 |                                 |   |               |                      |                      | 3                    |                      |                      |  |          |                       |                       |                       |                       |                       |  |                 |                     |                     |                     |                     |                     |  |         |                 |                 |                 |  |
|  | Insutec                         | Insutec                         | 1                               | 1                               | 2                               |   |               |                      |                      |                      |                      |                      |  |          |                       |                       |                       |                       |                       |  |                 |                     |                     |                     |                     |                     |  |         |                 |                 |                 |  |
|  | Insutec                         | Insutec                         | 1                               | 1                               | 2                               |   |               |                      |                      |                      |                      |                      |  |          |                       |                       |                       |                       |                       |  |                 |                     |                     |                     |                     |                     |  |         |                 |                 |                 |  |
|  |                                 |                                 |                                 |                                 |                                 |   |               |                      |                      |                      |                      |                      |  |          |                       |                       |                       |                       |                       |  |                 |                     |                     |                     |                     |                     |  |         |                 |                 |                 |  |

- Nota: El equipo ubicado en la primera línea de cada llave es el que ejerce la localía en el partido de vuelta, la final se juega a partido único en cancha neutral.

### Dieciseisavos de final
Esta fase la disputaron los 32 equipos clasificados de los torneos provinciales. Se enfrentaron entre el 24 de octubre y 1 de noviembre de 2020, los emparejamientos se configuraron por sorteo, clasificaron 16 equipos a los octavos de final.
| Fechas                         | Local en la ida        | Global | Local en la vuelta | Ida   | Vuelta | Llave |
| ------------------------------ | ---------------------- | ------ | ------------------ | ----- | ------ | ----- |
| 24 y 31 de octubre             | Venecia                | 2 - 3  | Imbabura           | 1 - 0 | 1 - 3  | A     |
| 25 de octubre y 1 de noviembre | Ciudad de Pedernales   | 1 - 5  | Cumbayá            | 1 - 1 | 0 - 4  | B     |
| 25 de octubre y 1 de noviembre | La Unión               | 2 - 1  | Everest            | 2 - 0 | 0 - 1  | C     |
| 24 y 31 de octubre             | (v.) Vargas Torres     | 1 - 1  | Libertad           | 0 - 0 | 1 - 1  | D     |
| 25 y 31 de octubre             | Baldor Bermeo Cabrera  | 3 - 2  | Unibolívar         | 2 - 0 | 1 - 2  | E     |
| 24 y 31 de octubre             | Cañar                  | 0 - 4  | Universitario      | 0 - 0 | 0 - 4  | F     |
| 25 y 31 de octubre             | Bonita Banana          | 0 - 2  | Alianza            | 0 - 1 | 0 - 1  | G     |
| 25 de octubre y 1 de noviembre | Liga Deportiva Juvenil | 2 - 7  | Águilas            | 1 - 2 | 1 - 5  | H     |
| 25 y 31 de octubre             | Pastaza                | 2 - 1  | Primero de Mayo    | 1 - 1 | 1 - 0  | I     |
| 24 y 31 de octubre             | Insutec                | 2 - 3  | Aampetra           | 1 - 1 | 1 - 2  | J     |
| 24 y 31 de octubre             | Dunamis                | 0 - 2  | Atacames           | 0 - 0 | 0 - 2  | K     |
| 25 de octubre y 1 de noviembre | Deportivo Coca         | 3 - 2  | Caribe Junior      | 3 - 1 | 0 - 1  | L     |
| 24 y 31 de octubre             | Santa Elena            | 1 - 5  | Atlético Saquisilí | 1 - 2 | 0 - 3  | M     |
| 24 y 30 de octubre             | Leones del Norte       | 1 - 5  | La Paz             | 0 - 2 | 1 - 3  | N     |
| 24 y 30 de octubre             | Gloria                 | 1 - 4  | Guayaquil Sport    | 1 - 1 | 0 - 3  | O     |
| 24 y 31 de octubre             | 3 de Julio             | 4 - 2  | Azogues            | 3 - 2 | 1 - 0  | P     |

### Octavos de final
Esta fase la disputaron los 16 equipos clasificados de la fase regional. Se enfrentaron entre el 7 y 15 de noviembre de 2020 y clasificaron 8 equipos a los cuartos de final.
| Fechas              | Local en la ida       | Global           | Local en la vuelta | Ida   | Vuelta | Llave |
| ------------------- | --------------------- | ---------------- | ------------------ | ----- | ------ | ----- |
| 7 y 14 de noviembre | Imbabura              | 1 - 1 (12:13 p.) | Cumbayá            | 0 - 1 | 1 - 0  | O1    |
| 8 y 15 de noviembre | La Unión              | 2 - 1            | Vargas Torres      | 2 - 1 | 0 - 0  | O2    |
| 7 y 14 de noviembre | Baldor Bermeo Cabrera | 1 - 2            | Universitario      | 1 - 0 | 0 - 2  | O3    |
| 7 y 14 de noviembre | Águilas               | 2 - 4            | Alianza            | 2 - 1 | 0 - 3  | O4    |
| 7 y 15 de noviembre | Aampetra              | 2 - 0            | Pastaza            | 1 - 0 | 1 - 0  | O5    |
| 8 y 14 de noviembre | Deportivo Coca        | 0 - 4            | Atacames           | 0 - 1 | 0 - 3  | O6    |
| 7 y 13 de noviembre | Atlético Saquisilí    | 1 - 2            | La Paz             | 1 - 1 | 0 - 1  | O7    |
| 7 y 14 de noviembre | Guayaquil Sport       | 4 - 2            | 3 de Julio         | 2 - 0 | 2 - 2  | O8    |

### Cuartos de final
Esta fase la disputaron los 8 equipos clasificados de los octavos de final. Se enfrentaron entre el 21 y 29 de noviembre de 2020 y clasificaron 4 equipos a las semifinales.
| Fechas               | Local en la ida | Global         | Local en la vuelta | Ida   | Vuelta | Llave |
| -------------------- | --------------- | -------------- | ------------------ | ----- | ------ | ----- |
| 22 y 29 de noviembre | La Unión        | 2 - 3          | Cumbayá            | 1 - 2 | 1 - 1  | C1    |
| 21 y 28 de noviembre | Universitario   | 2 - 3          | Alianza            | 1 - 2 | 1 - 1  | C2    |
| 21 y 28 de noviembre | Aampetra        | 0 - 0 (3:2 p.) | Atacames           | 0 - 0 | 0 - 0  | C3    |
| 21 y 27 de noviembre | Guayaquil Sport | 2 - 1          | La Paz             | 2 - 0 | 0 - 1  | C4    |

### Semifinales
Esta fase la disputaron los 4 equipos clasificados de los cuartos de final. Se enfrentaron entre el 5 y 12 de diciembre de 2020 y clasificaron 2 equipos a la final.
| Fechas              | Local en la ida | Global | Local en la vuelta | Ida   | Vuelta | Llave |
| ------------------- | --------------- | ------ | ------------------ | ----- | ------ | ----- |
| 5 y 12 de diciembre | Alianza         | 1 - 1  | Cumbayá (v.)       | 1 - 1 | 0 - 0  | S1    |
| 5 y 12 de diciembre | Aampetra        | 1 - 2  | Guayaquil Sport    | 1 - 0 | 0 - 2  | S2    |

### Final
La final la disputaron los 2 equipos clasificados de las semifinales. Se enfrentaron el 19 de diciembre de 2020 a partido único en el estadio Municipal de la ciudad de Otavalo en la provincia de Imbabura. El ganador se consagró campeón y ascendió a la Serie B de Ecuador 2021 al igual que el subcampeón.
| Fecha           | Estadio              | Equipo 1 | Resultado | Equipo 2        |
| --------------- | -------------------- | -------- | --------- | --------------- |
| 19 de diciembre | Municipal de Otavalo | Cumbayá  | 0 - 1     | Guayaquil Sport |

#### Campeón
|                                                        |
| Guayaquil Sport Club 1.er título Ascendió a la Serie B |
| También ascendió Cumbayá Fútbol Club como subcampeón.  |

## Goleadores
- Actualizado el 20 de diciembre de 2020.

| Jugador              | Equipo          | Goles | Penalti |
| -------------------- | --------------- | ----- | ------- |
| 1. Álex González     | Alianza         | 5     | 1       |
| 2. Elson Peñarrieta  | Águilas         | 4     | 2       |
| 3. Wilson Morales    | Aampetra        | 4     | 1       |
| 4. Walter Zea        | Guayaquil Sport | 4     | 0       |
| 5. Leonardo Nazareno | La Paz          | 3     | 0       |
| 6. Andrés Cheme      | Atacames        | 3     | 3       |
| 7. Kevin Álvarez     | La Paz          | 3     | 0       |
| 8. Anderzon Porozo   | 3 de Julio      | 3     | 0       |
| 9. Nilo Valencia     | 3 de Julio      | 2     | 0       |
| 10. Roberto Angulo   | Alianza         | 2     | 0       |